# Primera Liga de Croacia 1998-99
La Prva HNL 1998-99, fue la octava temporada de la Primera División de Croacia. El campeón fue el club Croacia Zagreb que consiguió su cuarto título consecutivo y quinto en total.
Para esta temporada el número de clubes se mantuvo en doce, el torneo se disputa en una primera fase con partidos de ida y regreso para un total de 22 partidos. Posteriormente se jugó una ronda de playoffs con los seis primeros en disputa del campeón de la temporada y clasificación a copas internacionales y con los seis restantes para determinar un equipo descendido a la 2. HNL.
El equipo descendido la campaña anterior el NK Samobor fue sustituido para esta temporada por el equipo campeón de la 2. HNL el Cibalia Vinkovci.

## Tabla de posiciones
|  |     | Equipo               | PJ | PG | PE | PP | GF | GC | DG  | PTS |
|  | --- | -------------------- | -- | -- | -- | -- | -- | -- | --- | --- |
|  | 1.  | Croacia Zagreb       | 22 | 17 | 2  | 3  | 44 | 14 | +30 | 53  |
|  | 2.  | HNK Rijeka           | 22 | 17 | 1  | 4  | 35 | 18 | +17 | 52  |
|  | 3.  | Hajduk Split         | 22 | 12 | 6  | 4  | 38 | 17 | +21 | 42  |
|  | 4.  | NK Osijek            | 22 | 11 | 3  | 8  | 37 | 23 | +14 | 36  |
|  | 5.  | Varteks Varaždin     | 22 | 9  | 3  | 10 | 40 | 36 | +4  | 30  |
|  | 6.  | Hrvatski Dragovoljac | 22 | 6  | 7  | 9  | 17 | 23 | -6  | 25  |
|  | 7.  | HNK Šibenik          | 22 | 7  | 3  | 12 | 27 | 45 | -18 | 24  |
|  | 8.  | Cibalia Vinkovci (A) | 22 | 6  | 5  | 11 | 22 | 29 | -7  | 23  |
|  | 9.  | NK Zagreb            | 22 | 5  | 8  | 9  | 28 | 37 | -9  | 23  |
|  | 10. | NK Zadar             | 22 | 5  | 6  | 11 | 27 | 40 | -13 | 21  |
|  | 11. | Slaven Belupo        | 22 | 5  | 6  | 11 | 24 | 37 | -13 | 21  |
|  | 12. | Mladost Suhopolje    | 22 | 5  | 4  | 13 | 22 | 42 | -20 | 19  |

|  | Grupo campeonato |
|  | Grupo descenso   |

### Grupo Campeonato
|  |    | Equipo               | PJ | PG | PE | PP | GF | GC | DG | PTS |
|  | -- | -------------------- | -- | -- | -- | -- | -- | -- | -- | --- |
|  | 1. | Croacia Zagreb       | 10 | 5  | 3  | 2  | 11 | 6  | +5 | 45  |
|  | 2. | HNK Rijeka           | 10 | 5  | 3  | 2  | 18 | 15 | +3 | 44  |
|  | 3. | Hajduk Split         | 10 | 5  | 3  | 2  | 24 | 15 | +9 | 39  |
|  | 4. | NK Osijek            | 10 | 3  | 3  | 4  | 14 | 16 | -2 | 30  |
|  | 5. | Varteks Varaždin     | 10 | 3  | 1  | 6  | 15 | 21 | -6 | 23  |
|  | 6. | Hrvatski Dragovoljac | 10 | 2  | 1  | 7  | 10 | 19 | -9 | 22  |

### Grupo Descenso
|  |    | Equipo               | PJ | PG | PE | PP | GF | GC | DG  | PTS |
|  | -- | -------------------- | -- | -- | -- | -- | -- | -- | --- | --- |
|  | 1. | Slaven Belupo        | 10 | 5  | 3  | 2  | 15 | 7  | +8  | 29  |
|  | 2. | HNK Šibenik          | 10 | 5  | 2  | 3  | 21 | 14 | +7  | 29  |
|  | 3. | Cibalia Vinkovci (A) | 10 | 4  | 2  | 4  | 12 | 15 | -3  | 26  |
|  | 4. | NK Zagreb            | 10 | 4  | 1  | 5  | 19 | 16 | +3  | 25  |
|  | 5. | NK Zadar             | 10 | 4  | 1  | 5  | 13 | 14 | -1  | 24  |
|  | 6. | Mladost Suhopolje    | 10 | 2  | 3  | 5  | 8  | 22 | -14 | 19  |

- (A) : Ascendido la temporada anterior.

|  | Campeón y clasificado a la Liga de Campeones de la UEFA 1999-00. |
|  | Clasificado a la Liga de Campeones de la UEFA 1999-00.           |
|  | Clasificado a la Copa de la UEFA 1999-00.                        |
|  | Descendido a la Druga HNL 1999-2000.                             |

## Máximos Goleadores
| Jugador       | Club       | Goles |
| ------------- | ---------- | ----- |
| Joško Popović | NK Šibenik | 21    |